# Battaglia del passo di Khwar
La battaglia del passo di Khwar (detta anche imboscata del passo di Khwar), fu una battaglia combattuta tra le forze dell'Impero safavide capeggiate dal generale Nadir e quelle della dinastia Hotak. Ashraf Hotak durante la sua ritirata a seguito della sua sconfitta a Mihmandoost. Guadagnando nuove forze sulla strada, Ashraf mise insieme con quello che rimaneva del suo esercito una forza sufficiente per organizzare un'imboscata presso lo stretto passo di Khwar non lontano dall'insediamento di Varamin.

## La battaglia
Ashraf pensò di porre sulla sommità del passo dei suoi cecchini assieme a delle batteri di artiglieria lasciando un corpo di cavalleria nascosto pronto ad intervenire per inseguire gli eventuali sopravvissuti all'imboscata. Le spie di Nadir, ad ogni modo, riportarono al generale persiano il progetto di Ashraf. Nadir decise di prendere personalmente il controllo della situazione e, aggirando il nemico, lanciò due assalti utilizzando i moschettieri e l'artiglieria di supporto, costringendo il nemico a fuggire dalle proprie posizioni, abbandonando in fretta e furia anche tutta l'artiglieria ed i rifornimenti.

## Conseguenze

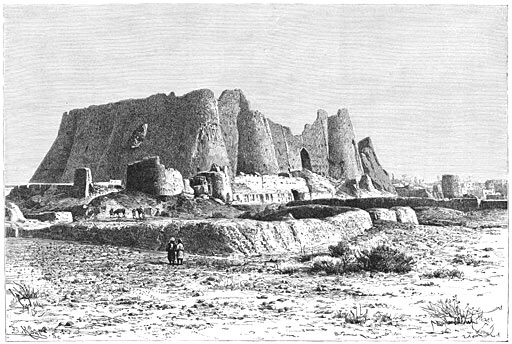
La cittadella di Varamin vista da Jane Dieulafoy

Come risultato della battaglia, l'avanzata di Nadir nel cuore della Persia e verso la capitale di Isfahan era ormai aperta. Nadir scelse ad ogni modo di prendere la strada più lunga verso ovest per ottenere un migliore supporto logistico. Questo inoltre colse di sorpresa gli afghani ormai sconfitti che non ebbero nemmeno il tempo di organizzare altri ostacoli all'avanzata dell'esercito persiano che già questo aveva raggiunto Murcheh-Khort, un villaggio a pochi chilometri a nord della stessa Isfahan.